# Blenina obscurior
Blenina obscurior är en fjärilsart som beskrevs av Embrik Strand 1917. Blenina obscurior ingår i släktet Blenina och familjen trågspinnare. Inga underarter finns listade i Catalogue of Life.